# Ålsjön
Ålsjön este o arie protejată (arie specială de conservare — SAC, sit de importanță comunitară — SCI, arie de protecție specială avifaunistică — SPA) din Suedia întinsă pe o suprafață de 151,3 ha, integral pe uscat.

## Localizare
Centrul sitului Ålsjön este situat la coordonatele 61°16′27″N 17°02′55″E / 61.2741°N 17.0485°E.

## Înființare
Situl Ålsjön a fost declarat arie de protecție specială avifaunistică în decembrie 1996 pentru a proteja 13 specii de animale. Alte tipuri de protecție:
- sit de importanță comunitară (în ianuarie 1997)
- arie specială de conservare (în martie 2011)[1][3][4]

## Biodiversitate
Situată în ecoregiunea boreală, aria protejată conține 3 habitate naturale: Mlaștini turboase de tranziție și turbării mișcătoare, Lacuri eutrofice naturale cu vegetație de tip Magnopotamion sau Hydrocharition, Taiga vestică.
La baza desemnării sitului se află mai multe specii protejate:
- păsări (12): erete de stuf (Circus aeruginosus), erete vânăt (Circus cyaneus), lebădă de iarnă (Cygnus cygnus), ciocănitoare neagră (Dryocopus martius), presură de grădină (Emberiza hortulana), cocor (Grus grus), sitar de mal nordic (Limosa lapponica), vultur pescar (Pandion haliaetus), corcodel-urechiat (Podiceps auritus), cresteț pestriț (Porzana porzana), Sterna paradisaea, fluierar de mlaștină (Tringa glareola)
- nevertebrate (1): libelule (Leucorrhinia pectoralis)